# Франц фон Краусс
Франц фон Круасс (нім. Franz von Krauß; 24 листопада 1837, Лайбах — 27 жовтня 1919, Відень) — австрійський державний службовець, голова Верховного суду Австрійської імперії, голова департаменту Віденської поліції, крайовий президент Герцогства Буковина (1892—1894).

## Біографія
Франц фон Краусс народився 24 листопада 1837 року в Лайбасі в сім'ї державного службовця. 1858 року був прийнятий на державну службу. Його дядько, барон Карл фон Краусс, колишній міністр юстиції, роком раніше був призначений головою Верховного суду.
1878 року барон Франц фон Краусс був призначений начальником округу Вінер-Нойштадт. 1885 року його було призначено головою департаменту Віденської поліції. З 1885 по 1892 року — голова Штаб-квартири поліції Відня.
22 травня 1892 року Франц фон Краусс був призначений краєвим президентом герцогства Буковина. На цій посаді нічим особливо не відзначився. Після того як Краусс подав у відставку за власним бажанням 7 червня 1894 року, 13 червня 1894 року був звільнений з посади крайового президента Буковини.
Франц фон Краусс помер 27 жовтня 1919 року у Відні й був похований на кладовищі Ґрінцінґер Фрідгоф.